# Try Love
Try Love è un album della cantante statunitense Amii Stewart, pubblicato dall'etichetta discografica RCA nel 1984.
Inizialmente il disco viene pubblicato in Italia, mentre l'anno seguente, in seguito al successo del singolo Friends interpretato con Mike Francis, l'album esce a livello europeo, con una versione remix del brano citato, in sostituzione di Mother Mary.
I brani sono prodotti da Paolo Micioni e arrangiati da Mike Francis, a eccezione di Dance Till You Get Enough, prodotto e arrangiato da Laszlo Benker e Leslie Mandoki.

## Tracce

### Lato A
1. That Loving Feeling - 4.33
2. Try Love - 4.00
3. Dangerous Rhythm - 4.40
4. Losing Control - 4.42

### Lato B
1. I Gotta Have You Back - 4.25
2. High Dimension - 4.00
3. Fever Line - 4.54
4. Dance Till You Get Enough - 3.23
5. Mother Mary (sostituita da Friends nell'edizione 1985) - 3.47

## Formazione
- Amii Stewart – voce
- Alessandro Centofanti – tastiera, pianoforte, Fender Rhodes
- Paul Micioni – batteria elettronica, programmazione
- Leslie Mandoki – batteria, percussioni
- Marco Rinalduzzi – chitarra
- Mike Francis – tastiera, cori, programmazione, batteria elettronica
- Romano Musumarra – tastiera
- Fabio Pignatelli – basso
- Agostino Marangolo – batteria
- Carlo Pennisi – chitarra
- Dino D'Autorio – basso
- Walter Martino – batteria, percussioni
- Giancarlo Maurino – sax
- Charlie Cannon, Douglas Meakin, Salvatore Vitale – cori